# Pinas
För andra betydelser, se Pinas (olika betydelser).
Pinas är en kommun i departementet Hautes-Pyrénées i regionen Occitanien i sydvästra Frankrike. Kommunen ligger i kantonen Lannemezan som tillhör arrondissementet Bagnères-de-Bigorre. År 2022 hade Pinas 445 invånare.

## Befolkningsutveckling
Antalet invånare i kommunen Pinas
| Referens: INSEE |